# Houchang, Ziyun
Houchang (kinesiska: 猴场) är en köping i sydvästra Kina. Den ligger i det autonoma häradet Ziyun i staden Anshun i provinsen Guizhou, omkring 130 kilometer söder om provinshuvudstaden Guiyang.